# Зенченков, Александр Георгиевич
Александр Георгиевич Зенченков (21 ноября (3 декабря) 1881 года — после 31 января 1939 года) — российский шашист, шашечный журналист, писатель, военный. Участник Первой мировой войны.
Кавалер ордена Святого Владимира 4 степени.
Закончил Одесское реальное училище и Одесское военное училище.

## Биография
Родился 21 ноября 1881 года, в день памяти мученика Александра, в семье мещан Курской губернии.
Жил в Одессе, где прошел обучение в реальном и затем военном училищах.
С 31 августа 1905 года — в армии. Служил в 95-й пехотном Красноярском полку 24-й пехотной дивизии 1-го армейского корпуса. Дислокация: Юрьев Лифляндской губ. (до 1.07.1903-после 1.04.1914 г.). На 1 января 1909 г. Александр Зенченков имел звание подпоручик. 
Служа в Юрьеве, начал публиковаться, стал издателем и редактором журнала «Шашечные досуги» http://feb-web.ru/feb/periodic/bb-abc/bb3/bb3-6116.htm?cmd=2&istext=1 Архивная копия от 23 февраля 2016 на Wayback Machine.
В 1910 году в типографии Э. Бергмана вышла драма в четырёх действиях «Жизнь и школа» и «Краткие сведения по курсу государственного права».
Включен во второе издание словаря писателей С. А. Венгерова: 

Зенченковъ, А. Г., авт. драмы и кратк. курса госуд. права (Юрьевъ, 1909—1910).

В 1911 году в г. Ревель (Таллинн) начал издавать «Шашечные досуги». Печатались статьи проблемного и исторического характера, хроникальные заметки, рассказы, партии II Всероссийского турнира по переписке. Помещены 59 партий, 15 этюдов, 4 задачи.
Сведения о журнале дают такие издания, как Беляева Л. Н., Зиновьева М. К., Никифоров М. М. Библиография периодических изданий России, 1901—1916. — Л.: [ГПБ], 1958—1961.
Периодические издания на немецком, руcском и других языках в Эстонии : 1675—1940, С. 360
в диссертации
Алексеев, Константин Александрович.
Спортивная пресса России XIX — начала XX вв. : историко-типологический анализ : диссертация … кандидата филологических наук : 10.01.10 / Алексеев Константин Александрович; [Место защиты: С.-Петерб. гос. ун-т]. — Санкт-Петербург, 2008. — 257
В выпуске 4-5 на страницах 42-44 Зенченков опубликовал личные воспоминания о П. Н. Бодянском, где рассказал о встрече с известнейшим шашечным деятелем Российской Империи в 1898 году в Киеве.
Заметка упоминается в книге «История дореволюционной России в дневниках и воспоминаниях», Т. 4, ч. 3, С. 315. Там же дается краткая биографическая справка
 Автор — шашист, шашечный журналист, в конце 1890-х учащийся реального училища
На 49-51 страницах того же объединённого номера А. Г. Зенченков дал рецензию на шашечный отдел под редакцией В. В. Локотьянова в журнале «Ученик». Отдел появился 5 марта 1911 г. и печатал этюды И. А. Карякина (с. Куриловка), А. К. Мишина (Сергиев-Посад), А. В. Харьянова, А. Г. Савельева и В. В. Иванова (С.-Пб.).
В 1912 году ушел в запас, призван на фронт 17 июля 1914. Воевал в чине поручика в 1914—1915 годах, награждён.
В электронном издании «Крымская Книга Памяти Великой войны 1914—1918 годов. Том I» на странице 558 дается наиболее полная справка об Александре Зенченкове http://genrogge.ru/krym_mbgw_1914-1918/krym_mbgw_v.i_1914-1918_abc-08.htm Архивная копия от 8 октября 2015 на Wayback Machine

Александр Георгиевич Зенченков
1881 ноября 21, прав[ославный], из мещан Курск[ой] губ.[ернии], образ.[ование] общее — Одесское реальное уч-ще, военное — Одесское в.[оенное] у.[чилище] по 1 разр.
Прохождение службы.
Нижний чин с 1905 авг[уста] 31, подпор[учик] 2 авг[уста] 1907, со старш. 24 марта 1906, поруч. 10 сент. 1910, со старш. 24 марта 1910, состоял в запасе с 1912 по 17 июля 1914.
В компаниях и боях участвовал в 1914-15
Женат, жена прав[ославная], Херсон[ской] губ.[ернии], 1 сын 10 лет
Должности, награды, отличия.
Командир 10й роты
Награды — 1915 св Владимир 4 ст[епени] с мечами и бантом.
Налицо.

После революции 1917 года информация о Зенченкове теряется.
В изданной в 2000-м году в Астрахани книги памяти жертв политических репрессий 1918—1954 «Из тьмы забвения» на 160 странице дается фамилия, имя, отчество, год рождения, национальность, образование, место работы, место жительства, обвинение, осуждающий орган, дата осуждения, приговор

ЗЕНЧЕНКОВ Александр Георгиевич
Родился в 1881 г., украинец, из крестьян, образование высшее, начальник группы отдела Куйбышевского гидроузла, проживал в Куйбышеве. Арестован и обвинен как участник антисоветской организации, созданной в Астрахани. Астраханским окружным судом 31 января 1939 года приговорен к 10 годам лишения свободы. Реабилитирован в 1958

## Сочинения
Зенченков, Александр Георгиевич. Жизнь и школа : Драма в 4 д. / А. Г. Зенченков. — Юрьев : Э. Бергман, 1910. — [4], 92 с.; 19.
Зенченков, Александр Георгиевич.
Краткие сведения по курсу государственного права : Беседы, чит. в войсковой шк. подпрапорщиков в 95 пехот. Краснояр. полку в 1908-09 учеб. г. / А. Г. Зенченков. — Юрьев : Типо-лит. Э. Бергмана, 1910. — VIII, 67 с.; 23.

## Издания
Шашечные досуги. Ревель (Эстляндск. губ.). 1911. По мере накопл. материала.
Ред.-изд. А. Г. Зенченков. 21 см, пагин. продолжающаяся, всего 72 с.
1911 вып. 1 (февр.) — вып. 4-5 (май-июнь).